# Energized
Energized es el tercer álbum de estudio de la banda de rock británica Foghat, publicado el 6 de enero de 1974 a través del sello Bearsville Records. Energized alcanzó el puesto No. 34 en la lista Top LPs & Tape de Billboard y fue certificado disco de oro por la Recording Industry Association of America (RIAA).

## Lista de canciones
1. "Honey Hush" — 4:19 (Lou W. Turner)
2. "Step Outside" — 6:18 (Dave Peverett, Rod Price, Roger Earl, Tony Stevens)
3. "Golden Arrow" — 4:03 (Peverett, Price)
4. "Home in My Hand" — 5:09 (Peverett, Price)
5. "Wild Cherry" — 5:27 (Peverett, Price, Earl, Stevens, Tom Dawes)
6. "That'll Be the Day" — 2:33 (Jerry Allison, Buddy Holly, Norman Petty)
7. "Fly by Night" — 4:47 (Stevens)
8. "Nothin' I Won't Do" — 6:54 (Peverett, Price)

## Créditos
- Producido por Tom Dawes
- Coordinado por Tony Outeda
- Diseño de álbum por Pacific Eye and Ear

## Certificaciones y ventas
| País                  | Certificación | Ventas    |
| --------------------- | ------------- | --------- |
| Estados Unidos (RIAA) | Oro           | 1 000 000 |